# Paymogo
Paymogo is een gemeente in de Spaanse provincie Huelva in de regio Andalusië met een oppervlakte van 214 km². In 2007 telde Paymogo 1292 inwoners.